# سباستین اولدرهایم
سباستین اولدرهایم (انگلیسی: Sebastian Olderheim؛ زادهٔ ۸ ژوئیهٔ ۲۰۰۷) بازیکن فوتبال اهل نروژ است که در حال حاضر برای باشگاه فوتبال استابک بازی می‌کند.

## دوران باشگاهی
او از هویک در بائروم می‌آید. اولدرهایم محصول جوانان باشگاه استابک است. در ۲۹ اوت ۲۰۲۲، او اولین قرارداد حرفه‌ای خود را با استابک امضا کرد. در ۲۰ سپتامبر ۲۰۲۳، او قرارداد خود را با باشگاه تا سال ۲۰۲۶ تمدید کرد. او به عنوان بازیکن تعویضی در یک بازی که با نتیجه ۴–۰ به نفع بوده/گلیمت وارد زمین شد، در ۵ نوامبر ۲۰۲۳، اولین بازی حرفه‌ای خود را برای استابک انجام داد.

## دوران ملی
وی همچنین در تیم‌های ملی فوتبال زیر ۱۵، ۱۶، ۱۷ و ۱۸ سال نروژ بازی کرده است.